# NA-2
Le NA-2 est un système d'arcade destiné aux salles d'arcade, créé par Namco en 1992.

## Description
Le NA-2 est lancé en 1992 par Namco la même année que le NA-1, système possédant une architecture similaire.
Il est composé comme son prédécesseur, de deux pcb, une sorte de pcb « carte mère » et une pcb supportant le jeu. La carte mère NA-2 est rétro-compatible avec les cartes de jeux NA-1…
Namco utilise également un Motorola M68000 en processeur central. Le son est pris en charge par un processeur custom appelé C70 qui est un Mitsubishi M37702 modifié avec bios interne, c'est une évolution du processeur utilisé sur le NA-1 ; une puce sonore supplémentaire, une Namco C140 permet au son de fonctionner,.

## Spécifications techniques

### Processeurs
- Processeur principal : Motorola 68000 cadencé à 12,528 25 MHz

### Vidéo
- Résolution : 288 × 244
- Palette de 8192 couleurs

### Audio
- Processeur son : C70 : Mitsubishi M37702 modifié avec bios interne cadencé à 12,528 25 MHz
- Namco Custom C140 24 canaux stéréo PCM cadencé à 0,044 1 MHz
- Capacité audio : Stéréo

## Liste des jeux
| Titre                      | Développeur | Éditeur | Système | Genre | Date |
| -------------------------- | ----------- | ------- | ------- | ----- | ---- |
| Emeraldia                  | Namco       | Namco   | NA-2    |       | 1993 |
| Knuckle Heads              | Namco       | Namco   | NA-2    |       | 1992 |
| Nettou! Gekitou! Quiztou!! | Namco       | Namco   | NA-2    |       | 1993 |
| Numan Athletics            | Namco       | Namco   | NA-2    |       | 1993 |
| X-Day 2                    | Namco       | Namco   | NA-2    |       | 1995 |